# Senekal (Afrique du Sud)
Pour les articles homonymes, voir Senekal.
Senekal est une ville de l’État libre en Afrique du Sud.